# Gabriela Pando
Gabriela Pando (9 marzo 1970 – 13 febbraio 2024) è stata una hockeista su prato e allenatrice di hockey su prato argentina.

## Biografia
Iniziò la sua carriera al Lomas A.C., squadra con cui vinse sette scudetti.
Giocò per la nazionale argentina femminile dal 1989 al 1998. Partecipò alle Olimpiadi estive del 1996, dopo aver vinto la medaglia d'oro l'anno precedente ai Giochi Panamericani.
Dopo il ritiro, fu coach della nazionale femminile tra il 2014 e il 2017. Nel 2018 divenne atleta master, vincendo tra l'altro il titolo nel 2018 insieme ad altre ex giocatrici come Vanina Oneto e Cecilia Rognoni.
Morì a causa di un cancro il 13 febbraio 2024, un mese prima di compiere 54 anni.